# الاتحاد الدولي لكمال الأجسام واللياقة البدنية
الاتحاد الدولي لكمال الأجسام واللياقة البدنية هيئة تنظيمية ترعى شؤون رياضة كمال الأجسام في العالم أسسها سنة 1946 في كندا الأخوان بن وجو ويدر.

## تاريخ
حين أسس الأخوان ويدر الاتحاد ضم في عضويته دولتين فقط هما الولايات المتحدة الأمريكية وكندا، ثم توسع ليضم الآن 182 دولة.
استقال بن ويدر من رئاسة الاتحاد عام 2006 بعد ستين عاماً من الإدارة الناجحة، وانتخب خلفاً له رافاييل سانتونخا الإسباني. والذي أعيد انتخابه أيضاً سنتي 2010، و2014.
انضم الاتحاد سنة 1971 إلى الرابطة العامة للاتحادات الرياضية الدولية المسمى الآن بسبورت أكورد، وهو عضو في المجلس الدولي لعلوم الرياضة والتربية البدنية، ولجنة بيير كوبرتين الدولية، والرابطة الدولية للألعاب العالمية، والمجلس الدولي لتعليم المدربين. وهو معترف به من المجلس الأعلى للرياضة في أفريقيا، ورابطة الاتحادات الرياضية عبر أمريكا .
لدى الاتحاد اعتراف من 90 لجنة أولمبية محلية في العالم، ويشارك في عدد من الألعاب القارية الأولمبية وهي ألعاب أمريكا الوسطى، وألعاب أمريكا الجنوبية، والألعاب العربية، والألعاب الأفريقية، والألعاب الآسيوية.
يشارك الاتحاد الدولي لكمال الأجسام واللياقة البدنية في نشاطات الوكالة العالمية لمكافحة المنشطات، ويطبق معاييرها، ويشجع الحياة الصحية، والنشاط البدني، كما يكافح تعاطي الكحول والمخدرات والتدخين.
كان اسمه في السابق الاتحاد الدولي للاعبي كمال الأجسام، وفي سنة 2011 ضُمَّت إليه نشاطات وبطولات اللياقة البدنية، فأصبح اسمه الاتحاد الدولي لكمال الأجسام واللياقة البدنية. ولكنه حافظ على نفس الاختصار بالإنجليزية وهو (IFBB).

## المنافسات
ينظم الاتحاد بطولات لجميع الفئات من شباب وكبار وسادة للرجال والنساء. في كل من رياضات كمال الأجسام، وكمال الأجسام الكلاسيكية، واللياقة البدنية، واللياقة البدنية للرياضيين، واللياقة البدنية للنساء، على ثلاث مستويات لكل منها محلية وإقليمية وقارية.
ينعقد المجلس العمومي للاتحاد كل عام وينتخب المجلس التنفيذي، وذلك بالتزامن مع إقامة بطولة العالم للهواة بكمال الأجسام.

## الاتحادات الأعضاء
- أربع اتحادات قارية:[2]
  - الاتحاد الأوروبي لكمال الأجسام واللياقة البدنية.
  - الاتحاد الآسيوي لكمال الأجسام واللياقة البدنية.
  - اتحاد أمريكا الجنوبية لكمال الأجسام واللياقة البدنية.
  - الاتحاد الكاريبي لكمال الأجسام واللياقة البدنية.
- اتحاد إقليمي واحد.
- 182 اتحاداً وطنياً.[3]

## مهام الاتحاد
- تنظيم منافسات في الرياضات الثماني الآتية:
  - كمال الأجسام للرجال.
  - كمال الأجسام للنساء.
  - اللياقة البدنية للرجال.
  - اللياقة البدنية للنساء.
  - اللياقة البدنية الرياضية للرجال.
  - اللياقة البدنية الرياضية للنساء.
  - كمال الأجسام الكلاسيكية للرجال.
  - لياقة الجسم للنساء.
  - البكيني للنساء.
- تنظيم أكثر من 1000 بطولة محلية، ووطنية، وإقليمية، وقارية، وعالمية، كل عام.
- رعاية أكثر من 100 مليون شخص يمارسون التمارين الرياضية في النوادي والمراكز الصحية بشكل منتظم على مستوى العالم.[1]
- تزويد المحطات الإعلامية والتلفزيونية بفعاليات الاتحاد ونشاطاته.
- نشر وتوزيع المطبوعات الصادرة عن الاتحاد يومياً وعلى مستوى العالم.
- تقديم البرامج التعليمية والتثقيفية برياضة كمال الأجسام واللياقة البدنية على مستوى العالم.[1]

## وصلات خارجية
- موقع الاتحاد الدولي لكمال الأجسام واللياقة البدنية.
- موقع الاتحاد الدولي للاعبي كمال الأجسام المحترفين.